# Помірний морський клімат
Помірний морський клімат — клімат, який формується над океанами і поширюється на прилеглі до них частини материків.
Характеризується позитивними середньорічними температурами, низькою добовою та річною амплітудою, м'якою зимою, неспекотним літом, підвищеною вологістю, значною кількістю опадів (у середньому 900-1200 мм на рік). Сильно різниться кількість опадів з різних сторін меридіонально розташованих гірських хребтів: наприклад, у Європі, у Бергені (на захід від Скандинавських гір) опадів випадає понад 2500 мм на рік, а в Стокгольмі (на схід від Скандинавських гір) — лише 540 мм; у Північній Америці, на захід від Каскадних гір середньорічна кількість опадів 3—6 тис. мм, на схід — 500 мм. Річний мінімум і максимум температури потрапляє на лютий та серпень відповідно (у північній півкулі, у південній — навпаки), на відміну від континентального клімату, де мінімум і максимум припадає на січень та липень відповідно (у північній півкулі, у південній — навпаки). Це пояснюється високою теплоємністю води.
Помірний морський клімат характерний аномально м'якою зимою для помірних широт, середня температура навіть найхолоднішого місяця — лютого, може бути позитивною і приблизно відповідатиме середній температурі зимових місяців субтропічного поясу. Постійний сніговий покрив також не утворюється. Водночас середня температура найтеплішого місяця — серпня значно нижча, ніж у континентальних районах на аналогічних широтах.